# Recordati
Recordati ist ein italienisches Pharmaunternehmen mit Sitz in Mailand. Recordati-Produkte werden in über 150 Ländern vertrieben.

## Geschichte
Recordati wurde 1926 von Giovanni Recordati in Correggio in der Provinz Reggio Emilia als „Laboratorio Farmacologico Reggiano“ gegründet, 1953 erfolgte der Umzug des Unternehmens nach Mailand, wo das Unternehmen seit 1984 an der Börse gelistet wird. Im Jahr 1992 erwarb Recordati das Unternehmen Elmu Quimica Farmaceutica aus Madrid (Spanien), 1998 Almu aus Murcia (Spanien). Mit Doms-Adrian und Bouchara wurden 1999 und 2000 zwei französische Unternehmen erworben, 2005 wurde der Geschäftsbereich „Originalprodukte“ der Merckle GmbH (Deutschland) aufgekauft. Im gleichen Jahr wurden Recordati UK Ltd. und Recordati Hellas S.A. in Griechenland gegründet. Außerdem wurde eine neue chemisch-pharmazeutische Fabrik in Cork, Irland eröffnet. 2006 wurde JABA Farmaceutica in Portugal aufgekauft, 2007 und 2008 die in Frankreich ansässigen Unternehmen Orphan Europe, bzw. FIC und FIC-Medicale. Weitere  Akquisitionen erfolgten 2009 mit Herbacos-Bofarma in der Tschechischen und Slowakischen Republik, 2010 mit ArtMed International und 2011 mit Frik Ilaç in der Türkei. 2012 erwarb Recordati die Rechte an OTC-Produkten in Deutschland, Russland, Polen und Italien. Im Jahr 2013 wurden 67 % der Opalia Pharma S.A. und 100 % der Laboratorios Casen Fleet S.L.U. erworben, ein Jahr später weitere 23 % der Opalia Pharma S.A. 2016 verstarb Gründer und CEO Giovanni Recordati. Im selben Jahr wurden Italchimici S.p.A. und die Pro Farma AG in der Schweiz aufgekauft. 2018 erhielt das Unternehmen von einem Konsortium um CVC ein Kaufangebot für 51,8 % der Firmenanteile zum Preis von 3,03 Milliarden Euro von der Familienholding FIMEI S.p.A.

## Konzernstruktur
Recordati besitzt Tochterunternehmen in Deutschland, Frankreich, Griechenland, Großbritannien, Irland, Portugal, Spanien, in der Schweiz und in den Vereinigten Staaten, sowie Vertriebsstrukturen in Ländern der Gemeinschaft Unabhängiger Staaten (G.U.S.).
Der wichtigste Produktionsstandort für die Gruppe ist Mailand, der eine Fläche von 25.000 m² umfasst, eine Produktionskapazität von 40 Millionen Arzneimittelpackungen pro Jahr hat und auf die Herstellung und Verpackung von festen oralen Arzneiformen, injizierbaren sowie topischen Formen spezialisiert ist. Eine andere wichtige Anlage liegt in Campoverde di Aprilia in der Provinz Latina, die eine Fläche von 360.000 m² umfasst, weitere Werke bestehen in Cork (Irland) und in Montluçon (Frankreich).

### Präsenz in Deutschland
In Deutschland ist Recordati vertreten durch die Recordati Pharma GmbH in Ulm, die durch den Erwerb des Geschäftsbereiches Originalprodukte der Merckle GmbH seit Februar 2005 nunmehr als deutsches Tochterunternehmen der forschenden italienischen Pharmagruppe Recordati firmiert. Merckle Recordati vertreibt mit rund 190 Mitarbeitern im Innen- und Außendienst Arzneimittel und Medizinprodukte auf dem deutschen Markt. Der Umsatz betrug 2019 ca. 105 Mio. Euro. Das Portfolio mit traditionellen OTC-Produkten wie Rhinopront, Mirfulan, JHP Rödler, Dolobene und Flosa Balance sowie verschreibungspflichtigen Produkten der Indikationsgebiete Orthopädie/Rheuma (Lipotalon, Ortoton, Sportvis und Recosyn) und chronisch entzündliche Darmerkrankungen (Claversal, CitraFleet) wird durch Herz-/Kreislaufprodukte aus der Recordati-Forschung wie Lercanidipin (Handelsnamen Corifeo und Zanipress) verstärkt. Durch Einführung weiterer Forschungsprodukte und Ausweitung der Indikationsfelder (u. a. Urologie mit Kentera und Allergie mit Rupafin (Rupatadin)) und Urorec für BPH sucht das Unternehmen neue Wachstumspotentiale.